# Anna Hård af Segerstad
Anna Hård af Segerstad, född 1 oktober 1977 i Indien,  är en svensk politiker (moderat) och har varit vice förbundsordförande i Moderaterna Västmanlands län.
Tidigare oppositionsråd för Moderaterna i Västerås 2014-2022, vice ordförande i Fria Moderata Studentförbundet 2004-2006 och redaktionssekreterare vid Svensk Linje. Var ansvarig för Moderata Ungdomsförbundet kampanj för ett friare Kina samt har skrivit för den Göteborgsbaserade tankesmedjan Captus.
Hon är en av initiativtagarna till Manifestation för Ukraina i Västerås som startades den 28 februari 2022. Möten hålls varje måndag klockan 12.00 Fiskartorget, Västerås.